# Portoscuso
Portoscuso is een gemeente in de Italiaanse provincie Zuid-Sardinië (regio Sardinië) en telt 5361 inwoners (31-12-2004). De oppervlakte bedraagt 39,1 km², de bevolkingsdichtheid is 137 inwoners per km².
De volgende frazioni maken deel uit van de gemeente: Bruncuteula, Paringianu en Portovesme.

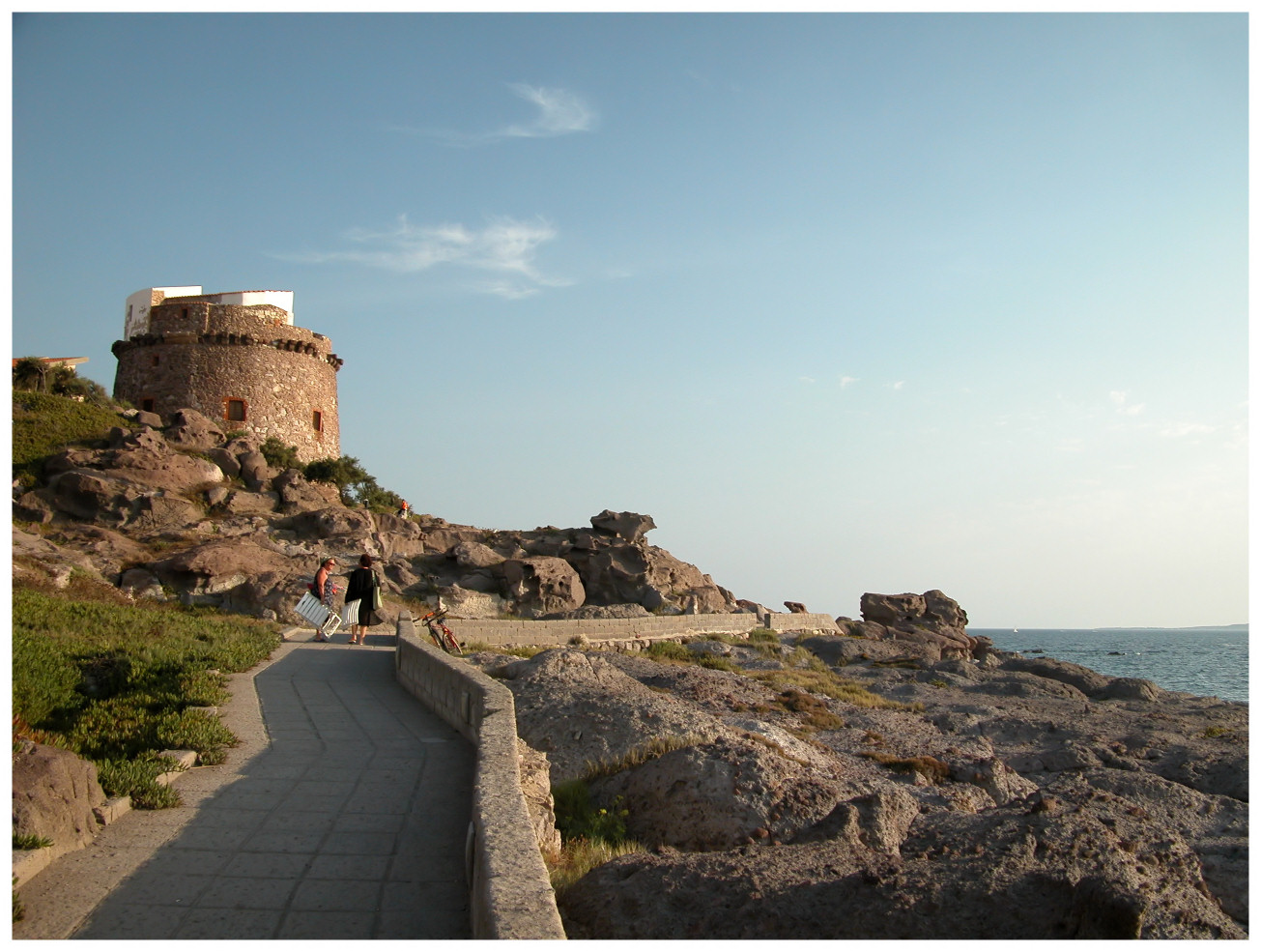
Portoscuso
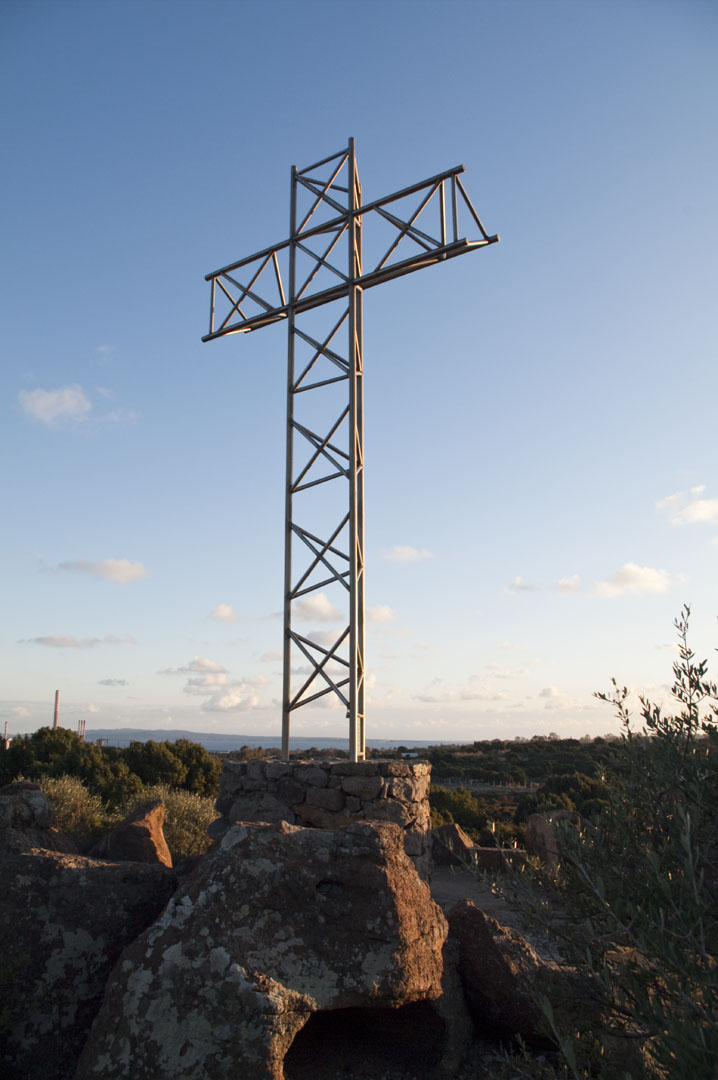
Monte Dolorosu, Portoscuso
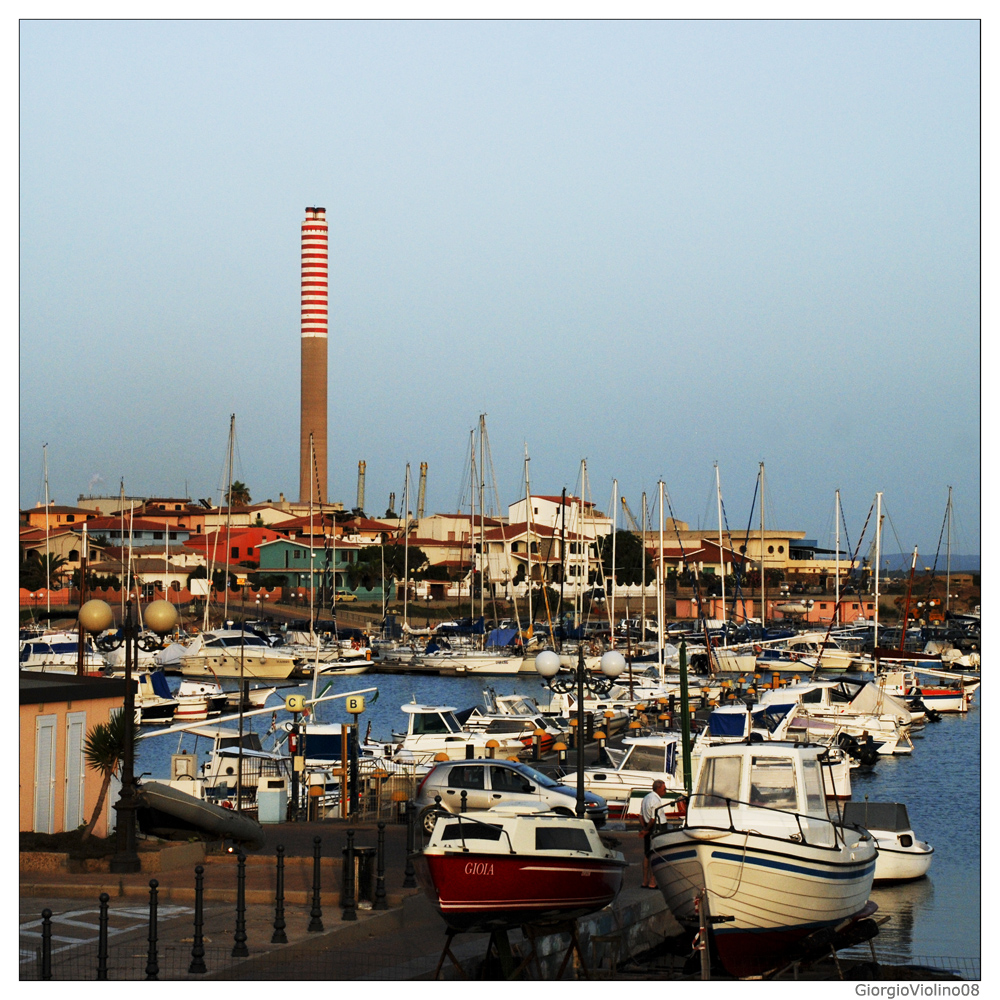
Haven van Portoscuso

## Demografie
Portoscuso telt ongeveer 1985 huishoudens. Het aantal inwoners daalde in de periode 1991-2001 met 8,1% volgens cijfers uit de tienjaarlijkse volkstellingen van ISTAT.
| Jaar | Inwoneraantal |
| ---- | ------------- |
| 1991 | 5868          |
| 2001 | 5392          |

## Geografie
Portoscuso grenst aan de volgende gemeenten: Carbonia, Gonnesa, San Giovanni Suergiu.
Buggerru · Calasetta · Carbonia · Carloforte · Domusnovas · Fluminimaggiore · Giba · Gonnesa · Iglesias · Masainas · Musei · Narcao · Nuxis · Perdaxius · Piscinas · Portoscuso · San Giovanni Suergiu · Sant'Anna Arresi · Sant'Antioco · Santadi · Tratalias · Villamassargia · Villaperuccio
1. ↑  https://demo.istat.it/?l=it.